# Lasianobia dichelostigma
Lasianobia dichelostigma är en fjärilsart som beskrevs av Willie Horace Thomas Tams 1929. Lasianobia dichelostigma ingår i släktet Lasianobia och familjen nattflyn. Inga underarter finns listade i Catalogue of Life.